# 似锥低颈吸虫
似锥低颈吸虫（学名：Hypoderaeum conoideum）为棘口科低颈属的吸蟲綱複殖亞綱动物。

## 分佈
分布于越南、老挝、柬埔寨、泰国、俄罗斯、德国、法国、英国、意大利、保加利亚、非洲、墨西哥、台湾岛以及中国大陆的江苏、浙江、福建、江西、安徽、贵州、云南、四川、陕西、北京等地。

## 中間宿主
似锥低颈吸虫营寄生生活，宿主针尾鸭、琵嘴鸭、绿翅鸭、红嘴鸭、罗纹鸭 、赤颈鸭、绿头鸭、家鸭等，寄生于小肠中下部以及少数寄生于盲肠。
已知的第一中間宿主計有下列各種淡水螺：Planorbarius corneus、Indoplanorbis exustus、静水椎实螺、Lymnaea limosa、卵蘿蔔螺及微红萝卜螺。
其他在實驗室裡曾經成功被本物種感染的腹足綱物種計有：Lymnaea tumida、Radix peregra及Stagnicola corvus。

## 外部連結
- 似锥低颈吸虫的图片